# Agro Chirnogi
Agro Chirnogi este o companie agricolă din România, controlată de omul de afaceri libanez Jihad El Khali.
În anul 2007, Agro Chirnogi lucra circa 30.000 hectare de teren agricol.
Pe lângă cultivarea terenurilor agricole, Agro Chirnogi mai deține activități în domeniul morăritului, panificației, al creșterii animalelor și al procesării cărnii.
Cifra de afaceri în 2006: 19 milioane euro
Cifra de afaceri în 2010: 200 milioane euro
Cifra de afaceri în 2011: 262 milioane euro